# Łupliwość
Łupliwość – zdolność minerału do pękania i podziałów wzdłuż określonych kierunków zwanych płaszczyznami łupliwości pod wpływem uderzenia lub nacisku.
Liczba kierunków łupliwości oraz kątów, które one tworzą, jest zmienna, ale stała dla wszystkich osobników tego samego rodzaju minerału.
Powierzchnie łupliwości są zawsze równoległe do istniejących lub możliwych ścian kryształu. Jeżeli minerał łupie się według jakiejś płaszczyzny, jest przynajmniej teoretycznie możliwe zrobienie nieskończonej liczby innych płaszczyzn łupliwości tak blisko jedna drugiej, jak to określają położenia odpowiednich wiązań w krysztale.
Płaszczyzny łupliwości nie mają nic wspólnego z zewnętrznym kształtem minerału, są zależne wyłącznie od struktury jego sieci.
Wyróżnia się następujące rodzaje łupliwości:
- doskonała – dostrzegalna na mikach i chlorytach, które mają zdolność do dzielenia się na cieniutkie blaszki według dwuścianu podstawowego<001>. Rozłupanie tych minerałów w innych kierunkach jest bardzo trudne, np. chryzoberyl, topaz, epidot.
- dokładna – pod naciskiem lub uderzeniem z łatwością rozpadają się na odłamki ograniczone prawidłowymi ścianami przypominającymi ściany kryształów naturalnych; np. galena według sześcianu <100>, sól kamienna według ścian sześcianu <100>,
- wyraźna – pod wpływem uderzenia pękają wzdłuż równych płaszczyzn łupliwości, obok których pojawiają się przełamy w kierunkach przypadkowych, np. anhydryt, amfibol, pirokseny
- niewyraźna – płaszczyzny łupliwości niewyraźnej trzeba wyszukiwać wśród przeważających przypadkowych przełamów; np. kasyteryt, heliodor, granat
- bardzo niewyraźna lub brak – płaszczyzny można wyjątkowo dostrzec na odłamkach rozbitego kryształu; np. złoto, chryzopraz, platyna

Wiele minerałów wykazuje łupliwość w kilku kierunkach, przy czym jej stopień bywa różny, np. łupliwość gipsu (klasa słupa jednoskośnego) w kierunku ścian <001> jest doskonała, w kierunku <111> – wyraźna, a według <100> niewyraźna.
Oprócz tego określa się ją w odniesieniu do liczby kierunków łupliwości i kątów, które tworzą; używa się takich terminów jak:
- łupliwość dwuścienna (pinakoidalna),
- sześcienna,
- romboedryczna,
- ośmiościenna,
- słupowa.

Kamienie niewykazujące łupliwości pękają wzdłuż nierównych powierzchni pęknięć zwanych przełamem.
Łupliwość jest wykorzystywana przy obróbce drogich kamieni.